# 小林尽
小林 尽（こばやし じん、1977年5月25日 - ）は、日本の漫画家。千葉県出身、東京都新宿区在住。男性。

## 経歴
2000年に第65回週刊少年マガジン新人漫画賞・佳作を受賞。
2002年より2009年まで、『週刊少年マガジン』および『マガジンSPECIAL』（共に講談社）にて『スクールランブル』および『スクールランブルZ』を連載。同作品はアニメ化などのメディアミックス展開がなされ、ヒットを得た。
2011年から2012年まで、『別冊少年マガジン』にて『一路平安！』を連載。
2013年、『ジャンプLIVE』にて『放課後ましまし倶楽部』を作画担当として連載開始。同作の続編であり、2014年より2016年まで『少年ジャンプ＋』にて連載された『声優ましまし倶楽部』でも引き続き作画を担当した。

## 人物
- 京都に親を通じての縁故があったため、登場人物の名前に近畿地方の地名を付けることが多い。
- 有馬啓太郎と親交がある[5]。
- TYPE-MOONと交流があり、『Fate/hollow ataraxia』では壁紙を提供した。また同ブランドのメインシナリオライター奈須きのこ原作の映画『空の境界』パンフレットにて描き下ろしイラストとメッセージも提供している。
- 素顔は公開されていない。『スクラン二学期 ウィークエンド』のサイトには、顔だけを隠した写真が掲載されている。『スクールランブル二学期』DVD Vol.9の特典映像「清水香里のスクラン☆オフ会」にゲスト出演した際は、カメラに背中を向けた状態で対談を行っている。『帰ってきた変態仮面』でのあんど慶周との対談では、「変態仮面」に扮して上半身裸の状態でパンティーを被って登場した。自身のYouTubeチャンネルでは時折カツラとサングラスで変装して配信を行っている。
- アニメ『スクールランブル』では「船員F」役（第一期および二学期）、「先生」「小林先生」役（二学期）、ドラマCDでは「番組ディレクター」役として声優出演。ラジオ番組『スクラン☆お茶会!』および『スクラン二学期 ウィークエンド』へのゲスト出演も多数ある。なお、第一期最終話では原画も担当している。
- 杉田智和のラジオ番組『杉田智和のアニゲラ!ディドゥーーン』第13回（2009年9月24日放送）に、「SP嵐山小夜子」という変名で安元洋貴とともにゲスト出演した。
- 東日本大震災の被災者の支援に取り組んでおり、他の漫画家と共同で東日本大震災チャリティ同人誌『pray for Japan』で執筆した。
- 血液型はB型。

## 作品

### 漫画
連載
- スクールランブル[6]（『週刊少年マガジン』 2002年47号 - 2008年34号、『マガジンSPECIAL』 2003年2月号 - 2008年5月号、全22巻）
  - スクールランブルZ（『マガジンSPECIAL』 2008年9月号 - 2009年6月号、全1巻）
- 夏のあらし!（『月刊ガンガンWING』 2006年10月号 - 2009年5月号 → 『月刊ガンガンJOKER』 2009年5月号 - 2010年10月号、全8巻）
- 一路平安!（『別冊少年マガジン』 2011年6月号 - 2012年6月号、全2巻）
- 声優ましまし倶楽部（原作：目黒ひばり、4コマ漫画、『少年ジャンプ+』にて2014年9月から2016年2月まで連載、『放課後ましまし倶楽部』の続編、全3巻）
  - 放課後ましまし倶楽部（原作：目黒ひばり、4コマ漫画、『ジャンプLIVE』2号にて2013年12月から2014年1月まで配信、全9話、『声優ましまし倶楽部』3巻に収録）[7]

読切
- 帰ってきた変態仮面（原作：あんど慶周、『ジャンプSQ』 2008年2月号）
- 歌舞伎町そのころ（原作：ユータ、東日本大震災チャリティ同人誌『pray for Japan』、2011年）
- 別冊 スクールランブル WHAT'S UP DOC (『別冊少年マガジン』2010年3月号)
- スクールランブル Diamonds on the Inside (『週刊少年マガジン』2016年53号)
- スクールランブル Give it away (『週刊少年マガジン』2017年15号)
- スクールランブル We Are the Champions  (『マガジンポケット』2017年)

原作担当
- 恋歌（漫画：つやまよしべ（1話目）・江本温（2話目）、『マガジンドラゴン』 1号（2007年12月）・2号（2009年1月））
  - 『週刊少年マガジン』2008年2・3合併号には、小林の筆による宣伝漫画が掲載された。

### その他
- サンデー×マガジン クロスライン（キャラクターデザイン）
- 夏のあらし!（エンドカード - 第13話）
- まりあ†ほりっく（エンドカード - 第2話）
- 化物語（エンドカード - 第参話）
- ぱにぽにだっしゅ!（エンドカード - 第21話）
- ひだまりスケッチ×365（エンドカード - 第11話）
- はなまる幼稚園（エンドカード - 第1話）
- ダンス イン ザ ヴァンパイアバンド（エンドカード - 第2話）
- 荒川アンダー ザ ブリッジ×ブリッジ（エンドカード - 第1話）
- ef - a tale of melodies.(予告イラスト - 第9話)
- 魔法少女まどか☆マギカ（予告イラスト - 第4話）
- チェインクロニクルV（カードイラスト - 莫大な脅威カナーン、幼き老婆ユカチ）
- UQ HOLDER!（エンドカード - 第10話）

## アシスタント
- 江尻立真
- 奈央晃徳
- 木下由一